# Rolf Järmann

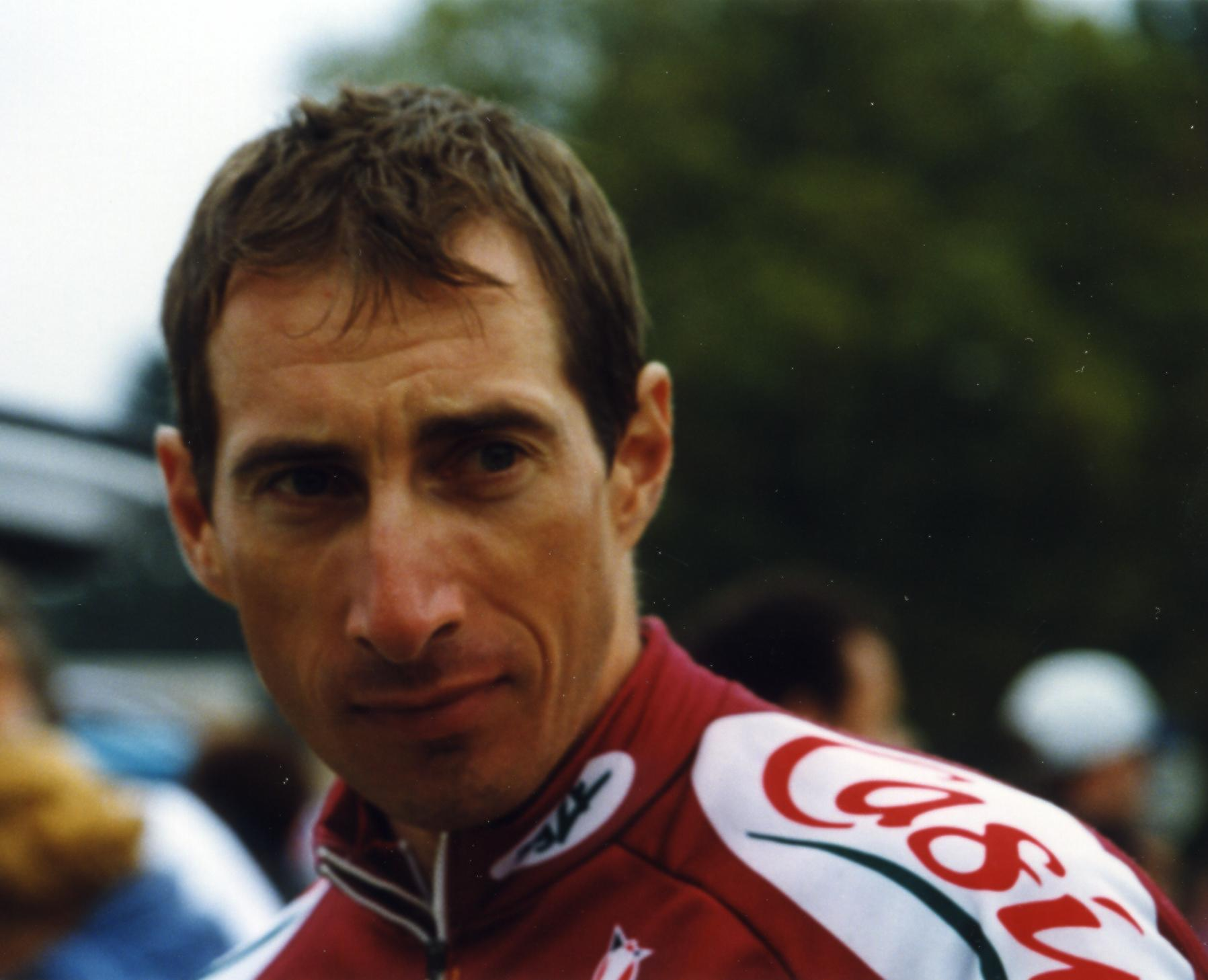
Rolf Järmann (1998)

Rolf Järmann (* 31. Januar 1966 in Arbon, Kanton Thurgau) ist ein ehemaliger Schweizer Radrennfahrer, der von 1987 bis 1999 als Radprofi aktiv war.

## Leben
Järmann absolvierte ursprünglich eine Lehre als Vermessungszeichner.
Als Radprofi konnte er 28 Siege erringen, u. a. eine Etappe des Giro d’Italia (1989), zwei Etappen der Tour de Suisse (1990 und 1993), den Grand Prix Ouest France (1995), die Luxemburg-Rundfahrt (1995), Tirreno–Adriatico (1998), das Amstel Gold Race (1993 und 1998) sowie eine Etappe bei der Tour de France 1992.
Nach dem Rückzug aus dem Profisport gestand er zunächst anonym in einem Buch, zur Leistungssteigerung EPO genommen zu haben. Kurz nach der Veröffentlichung bekannte er sich offen zu der Einnahme verbotener Mittel, die «gängige Praxis» gewesen sei.
Als einer der ersten Sportler schrieb er ab 1994  einen Blog im Internet, die Einträge ab 1997 sind auf seiner Website noch erhalten. Während der Tour de Suisse schrieb er drei Jahre lang die Kolumne Felgen-Fritz für die Zeitung Blick. Heute bloggt er über Wohnmobile.
2020 gründete er Wohnmobilland Schweiz für die Förderung von Wohnmobil-Infrastruktur in der Schweiz. Aktuell hat der Verein über 3000 Mitglieder und in der Schweiz schon über 250 Stellplätze für Wohnmobile initiiert. Rolf Järmann gab das Amt des Präsidenten ab und arbeitet nun als Geschäftsführer von Wohnmobilland Schweiz.